# Autoamerican
Autoamerican é o quinto álbum de estúdio da banda Blondie, lançado a 29 de Novembro de 1980.
O disco atingiu o nº 25 do Black Albums e o nº 7 do Pop Albums.
| Críticas profissionais                                                      | Críticas profissionais |
| Avaliações da crítica                                                       | Avaliações da crítica  |
| Fonte                                                                       | Avaliação              |
| --------------------------------------------------------------------------- | ---------------------- |
| allmusic                                                                    | [ 2 ]                  |
| Rolling Stone                                                               | [ 3 ]                  |
| Robert Christgau                                                            | (B-)                   |
| Esta tabela precisa de ser acompanhada por texto em prosa. Consulte o guia. |                        |

## Faixas
Lado 1
1. "Europa" (Chris Stein) – 3:31
2. "Live It Up" (Stein) – 4:09
3. "Here's Looking at You" (Debbie Harry, Stein) – 2:58
4. "The Tide Is High" (Howard Barrett, Tyrone Evans, John Holt) – 4:39
5. "Angels on the Balcony" (Laura Davis, Jimmy Destri) – 3:47
6. "Go Through It" (Harry, Stein) – 2:40
7. "Suzy & Jeffrey" a.k.a. "Susie & Jeffrey" (Harrison, Harry) – 4:10 (cassette apenas)

Lado 2
1. "Do the Dark" (Destri) – 3:51
2. "Rapture" (Harry, Stein) – 6:30
3. "Faces" (Harry) – 3:51
4. "T-Birds" (Nigel Harrison, Harry) – 3:56
5. "Walk Like Me" (Jimmy Destri) – 3:44
6. "Follow Me" (Alan Jay Lerner, Frederick Loewe) – 3:01

### Faixas bónus (Edição R.U.)
1. "Rapture" (Special Disco Mix) (Harry, Stein) – 9:59
2. "Live It Up" (Special Disco Mix) (Stein) – 8:13

### Faixas bónus (Reedição 2001)
1. "Call Me" (Harry, Giorgio Moroder) – 8:06
2. "Suzy & Jeffrey" (Harrison, Harry) – 4:10
3. "Rapture" (Harry, Stein) – 9:59

## Créditos
- Deborah Harry - Vocal
- Chris Stein - Guitarra, baixo
- Jimmy Destri - Piano, órgão, sintetizador, vocal de apoio
- Frank Infante - Baixo, vocal de apoio
- Clem Burke - Bateria, vocal de apoio
- Howard Kaylan - Vocal em "T-Birds"
- Mark Volman - Vocal em "T-Birds"
- Wa Wa Watson - Guitarra em "Live It Up"
- Tom Scott - Saxofone em "Rapture" & "Faces"
- Steve Goldstein - Piano, sintetizador
- Ray Brown - Baixo em "Faces"